# Cephalops orbiculatus
Cephalops orbiculatus är en tvåvingeart som beskrevs av Yang och Xu 1998. Cephalops orbiculatus ingår i släktet Cephalops och familjen ögonflugor. Inga underarter finns listade i Catalogue of Life.